# Harry Bloom
Harry Saul Bloom, nato Solomon Harris Bloom (Johannesburg, 1º gennaio 1913 – Canterbury, 28 luglio 1981), è stato un giornalista, romanziere e attivista sudafricano.

## Biografia
Nato in una famiglia ebraica sudafricana, studiò legge alla University of the Witwatersrand e poi esercitò come avvocato a Johannesburg. In questo periodo si schierò apertamente contro l'apartheid; tra l'altro, fu uno degli autori del musical jazz King Kong del 1959, realizzato da una compagnia di soli neri. Nel 1963, sempre più in disaccordo con la politica del governo del National Party, decise per un esilio volontario nel Regno Unito.
Nel 1965 divenne professore di diritto all'University of Kent, in Inghilterra, dove mantenne la cattedra fino al 1974. Nel 1981 morì per un infarto.
Era il padre legale (non quello naturale) di Samantha ed Orlando Bloom.
| Controllo di autorità | VIAF (EN) 88058026 · ISNI (EN) 0000 0001 1795 0211 · Europeana agent/base/72901 · LCCN (EN) n82259298 · GND (DE) 1252251246 · BNF (FR) cb12433039h (data) · J9U (EN, HE) 987007273093205171 |